# Raad-1
Raad-1 (persisch رعد, auf Deutsch: „Donner“) ist eine Selbstfahrlafette aus iranischer Produktion.
Im Jahr 1996 gab der Iran bekannt, die erste aus eigener Produktion stammende Selbstfahrlafette erfolgreich getestet zu haben – die Raad-1. Sie basiert auf dem ebenfalls aus iranischer Produktion stammenden Schützenpanzer Boragh, der seinerseits den sowjetischen BMP-1 und den chinesischen „Typ 86“ als Grundlage hat. Wie der Boragh ist auch die Raad-1-Selbstfahrlafette schwimmfähig; im Wasser erfolgt der Antrieb mittels Gleisketten. Der Raad-1-Panzer ist der sowjetischen 2S1-Selbstfahrlafette aus den 1960er-Jahren ähnlich, die ebenfalls mit einer 122-mm-Haubitze ausgestattet ist. Die maximale Feuerreichweite wird mit 15.200 Metern angegeben und die Höchstgeschwindigkeit auf asphaltierten Straßen soll bei 65 Kilometern pro Stunde liegen.
Es können alle russischen 122-mm-Standardprojektile verfeuert werden, wie Streumunition, HE-FRAG-, HEAT-, Nebel- und Leuchtspurmunition.

## Technische Daten
→Quelle
- Kaliber: 122 mm
- Munitionsvorrat: 40 Projektile
- Geschossgewicht:  14,08 bis 21,76 kg
- Maximale Feuerreichweite:  15.200 m[2]
- Kadenz: 4 bis 5 Projektile pro Minute
- Höhenrichtbereich: −3° bis +70°
- Seitenrichtbereich: 360°
- Das Fahrzeug ist schwimmfähig